# Franco Luciani
Franco Luciani (Rosario, 27 de noviembre de 1981) es un músico, compositor e intérprete de armónica argentino.

## Biografía
Se formó en percusión sinfónica y batería en la escuela municipal de música, en la Universidad Nacional de Rosario y en la escuela provincial de música, todas ellas instituciones de Rosario, su ciudad natal.
Sin embargo, como músico profesional utiliza la armónica, en particular la cromática. Su estilo musical combina la música folclórica argentina con el tango. También ha incursionado en el jazz y en la música clásica.
En 2002 participó en el Certamen Pre Cosquín del Festival Nacional de Folclore y obtuvo el Premio Revelación Cosquín y el primer premio en la categoría Solista Instrumental. También ha obtenido otros premios como el Premio Clarín Espectáculos de 2005, el Trimarg 2007 otorgado por la Unesco, el Atahualpa 2008, el Premio Clarín Espectáculos de 2009 en la categoría «Figura del Folclore» (en una terna con Mercedes Sosa y Teresa Parodi), el Premio «Consagración» 2010 del Festival de Cosquín en su edición de oro y el Premio Atahualpa al Mejor solista Instrumental en 2010 y en 2011.
Ha realizado numerosas giras por América, Europa y Asia y compartido escenarios con Mercedes Sosa, Fito Páez, Víctor Heredia, Juan Carlos Baglietto, Jairo, Gotan Project, Raúl Carnota, Pedro Aznar, Jaime Torres, Divididos, Guillermo Fernández, León Gieco, Luis Salinas, Sandra Luna Teresa Parodi, Federico Pecchia, María Volonté, Horacio Molina, Dúo Coplanacu, Eva Ayllón, Lila Downs, entre otros.
Tanto en su discografía como en sus presentaciones en vivo y giras ha integrado diferentes formaciones musicales como Dúo (con el pianista Daniel Godfrid), Trío (Proyecto Sanluca, que integra con Raúl Carnota y Rodolfo Sánchez, y Tango Trío, junto a Daniel Godfrid y Ariel Argañaraz), Grupo (acompañado por Facundo Peralta, Martín González y Horacio Cacoliris) y Cuarteto (grupo musical que comparte con el pianista de jazz Federico Lechner).
En 2015 recibió el Premio Konex - Diploma al Mérito como uno de los cinco mejores Instrumentistas de la última década en la Argentina, mismo reconocimiento que volvió a tener en 2025.

## Discografía
- Armusa (Franco Luciani Grupo, Tango y Folklore instrumental, 2002, reedición Acqua Records 2010)
- Armónica y Tango (Franco Luciani Dúo, Tango instrumental - Acqua Records, 2006)
- Acuarelas de Bolsillo (Franco Luciani Grupo, Tango y Folklore instrumental - Acqua Records, 2007)
- Proyecto Sanluca (Proyecto Sanluca, Folklore y Tango - Acqua Records, 2009)
- Falsos Límites (Franco Luciani y Federico Lechner, Acqua Records, 2010)
- Franco Luciani Tango (Franco Luciani Tango Trío, Acqua Records, 2012)
- Franco Luciani Folklore (Franco Luciani Grupo, Acqua Records, 2012)
- Anda en el Aire (Franco Luciani Trío, , Acqua Records 2018)